# Káto Sými
Káto Sými, en grec moderne : Κάτω Σύμη, est un village du dème de Viánnos, en Crète, en Grèce. Selon le recensement de 2011, la population de Káto Sými compte 107 habitants. Le village est situé à une altitude de 770 m et à une distance de 74 km de Héraklion.
Un sanctuaire d'Hermès et d'Aphrodite est localisé au nord-est du village.